# ويليام ر. بروستر
ويليام ر. بروستر (بالإنجليزية: William R. Brewster)‏ هو ضابط أمريكي، ولد في 27 يوليو 1828 في غوشين في الولايات المتحدة، وتوفي في 13 ديسمبر 1869 في بروكلين في الولايات المتحدة.